# Mučedníci z Cajonos
Juan Bautista a Jacinto de los Ángeles (okolo roku 1660, San Francisco Cajonos – 16. září 1700, tamtéž) byli mexičtí římští katolíci zapotéckého původu, zabití pro svoji víru poté, co se odmítali účastnit pohanských kmenových obřadů. Katolická církev je uctívá jako blahoslavené mučedníky.

## Život
Oba se narodili kolem roku 1660 v San Franciscu Cajonos v mexickém státě Oaxaca do místního kmene Zapotéků. V dětství sloužili jako ministranti. Jako katecheté se snažili zajistit ochranu morálních hodnot a obhajovat katolickou víru. Spolupracovali také s dominikánskými misionáři. Juan Bautista se oženil s Josefou de la Cruz a páru se narodila dcera Rosa. Jacinto de los Ángeles byl ženatý s Petronou a páru se narodily dvě děti jménem Juan a Nicolasa. Pocházel z důležitého kmenového náčelnického rodu.

### Vražda
Dne 14. září 1700 se dvojice dozvěděla, že večer téhož dne se bude konat modloslužebný obřad domě místního indiána Josého Florese. Po domluvě s dominikány se rozhodli do tohoto domu jít a snažit se modloslužbě zabránit. Poté, co se tam dostavili, začali kárat přítomné, a zhasli svíce u model, načež byli nuceni uprchnout. Přivolaní dominikáni mezitím zabavili modly a modloslužebné předměty.
Během dopoledne 15. září se Juan a Jacinto kolem poledne dozvěděli, že modloslužebníci se připravují na odvetu, což je přimělo uprchnout do dominikánského kláštera, aby se zde ukryli. Ale rozzuřený dav se o jejich úkrytu dozvěděl a k večeru vtrhl do kláštera s kyji a kopími a se zakrytými tvářemi a nohama, aby nebyli identifikováni. Dav nařídil kněžím, aby vydali Juana a Jacinta, pokud nemají být zabiti všichni ostatní v klášteře. Ale kněží Gaspar a Alonzo jejich vydání odmítli, což přimělo dav hrozit vypálením kostela. Členové davu pak rozbili jedny z dveří vedoucích k jejich zabavenému majetku, zatímco jiní zapálili Juanův dům, který stál nedaleko od kláštera.
Oba si uvědomili, že zůstat skryti znamená nesmyslnou smrt všech těch, kteří v klášteře žili, a rozhodli se do rukou davu vydat dobrovolně, což také po přijetí svátostí učinili. Byli biti a mučeni, když se je dav pokoušel přesvědčit, aby se vzdali své víry. Oba byli vzdorovití a nadále vyznávali svou víru. Byli podrobeni dalšímu mučení a během rána 16. září je přemístil do osady San Pedro, načež je odvezli na kopec Tanga.
Téhož dne odpoledne byli oba vrženi z kopce, než byli biti kyji a sťati mačetami. Poté jim byly z hrudníků vyňata srdce, která byla hozena psům, kteří je vak odmítli jíst. Jejich vrazi Nicolás Aquino a Francisco López pili podle svých pohanských zvyků krev svých obětí. Jejich ostatky byly vhozeny do otevřené jámy, ale později byli získány a uloženy v kostele Villa Alta. V roce 1889 byly jejich ostatky arcibiskupem z Antequera přeneseny do katedrály Nanebevzetí Panny Marie v Oaxaca de Juárez.

## Úcta
Jejich beatifikační proces započal dne 25. ledna 1991, čímž obdrželi titul služebníci Boží. Dne 7. července 2001 podepsal papež sv. Jan Pavel II. dekret o jejich mučednictví.
Blahořečeni pak byli dne 1. srpna 2002 v bazilice Panny Marie Guadalupské v Ciudad de México papežem sv. Janem Pavlem II. během jeho apoštolské návštěvy Mexika.
Jejich památka je připomínána 18. září. Jsou patroni obce San Francisco Cajonos.